# 释密悟
释密悟（1904年—1966年），俗名霍履庸，藏语名巧吉多杰（藏語：ཆོས་ཀྱི་རྡོ་རྗེ་，威利转写：chos kyi rdo rje），男，河北省井陉县天长镇（原为井陉县城）人，藏传佛教史上首位考取拉然巴格西学位的汉族佛教僧人。

## 生平

### 早年生涯
霍氏是井陉县的名门望族，明朝、清朝时期数代为官。释密悟的十六世祖霍鹏是明朝万历年间的左副都御史。霍履庸出生时，家道已经衰落。民国九年（1920年）华北五省大旱，井陉县受灾。北京佛教协会自北京、上海等地募得粮食及银洋等等，到华北灾区义赈。井陉县城（今天长镇）北关外显圣寺的僧人莲海（井陉县单家村人，俗姓单）作为北京佛教协会筹赈会干事，在井陉县赈灾。其间，北京佛教协会将包括霍履庸在内的许多生活无着的儿童收养到该协会的孤儿院（其中也包括日后的释法舫）。后来，霍履庸被送到北京种德堂养士学校学文化以及佛教知识，此后又被送到华英中学念高中一年。
1924年，释大勇到北京传法，随后西藏佛教高僧白普仁也来北京传法。释大勇过去在日本学过日本佛教密宗，白普仁则精通藏传佛教密宗，其经典不少是日本密宗所无，释大勇听白普仁讲经后，遂希望赴西藏学习藏传佛教密宗，便组织入藏学法团。霍履庸曾从释大勇、白普仁学法，遂被北京佛教协会推荐参加了这个入藏学法团。
1925年，释大勇率入藏学法团的释能海（后来曾任中国佛教协会副会长）、释观空、释行演、释法尊（抗日战争期间在重庆当汉藏交流院院长，中华人民共和国成立后曾任中国佛学院副院长）及霍履庸一行，先到康定安雀寺学藏语以及入藏须知的礼仪，其间依止江巴喇嘛。在安雀寺，霍履庸正式剃度出家，起法名为“密悟”。
其后，释大勇率入藏学法团西进到甘孜，但因四川与西藏的冲突，西藏噶厦方面封锁了金沙江，不准汉人过江，入藏学法团遂滞留甘孜大金寺。1929年，释大勇在大金寺因病圆寂，入藏学法团遂解散，释密悟留在大金寺，后来担任大金寺堪布。

### 拉萨求法
1932年，四川军阀刘文辉联手马步芳反攻，派部队攻占了甘孜。释密悟曾学习藏语，此时又是大金寺堪布，刘文辉便邀请释密悟到西藏参加调停川藏冲突。调停任务结束后，释密悟留在拉萨哲蚌寺学经。此后，释密悟的弟弟霍履谦也到国民政府蒙藏委员会西藏办事处任职。他在拉萨佛教界及各界上层人士中广结善友，受到拉萨僧俗各界重视。
从1932年到1943年，他一直在哲蚌寺拜师学经，起藏语名为“巧吉多杰”。其间，他学完了藏传佛教格鲁派规定要学习的五部大论。
大约在1943年或者1944年，他在拉萨参加了“门朗钦布”（拉萨一年一度的祈祷大法会）大节日举行的佛教考试，考中格西学位，并且因成绩优异而获拉然巴格西头等第七名，称为“昂格”（即超级格西。一等格西共录取16名，其中前7名是有特殊荣誉的格西，称为“昂格”）。密悟考取格西之后，十四世达赖曾专门宴请释密悟，并且赠给他镶金僧靴。从此，释密悟在西藏佛教界备受尊重，甚至传说他是来历不明的佛爷转世而成。他和西藏贵族如拉鲁·次旺多吉、擦绒·达桑占堆、宇妥·扎西顿珠等人关系都很密切。

### 再度返藏
大约1946年前后，他离开拉萨回到四川成都。作为考取格西的唯一汉族僧人，他受到四川佛教界的敬重。四川的各大寺院如文殊院、宝光寺、尧光寺以及宝慈佛学社、成都佛学社等佛教组织，都邀他讲经。他在这些佛寺及佛教组织讲解了格鲁派的《菩提道次第广论》、《法成因明七论》、《辩了不了义论》等等。
大约1948年前后，中华民国政府多次邀请释密悟到南京蒙藏委员会任职，但释密悟认识的不少进步人士则劝他留在四川。常听他讲经的熊子俊是成都成华大学文学院院长、中国共产党地下党员，刘伯承的同学，熊子俊劝释密悟留在四川，为将来解放西藏做贡献。
1949年中国人民解放军占领四川，刘伯承任西南军政委员会主席，熊子俊任西南军政委员会副秘书长，熊子俊遂介绍释密悟一起到重庆拜会刘伯承。刘伯承听释密悟介绍西藏情况后，请释密悟赴西藏为西藏和平解放进行劝和工作，释密悟当场同意，并且推荐贾题韬（成华大学文学院哲学教授，曾任国军少将参议）一起前往。
1950年春，释密悟、贾题韬等五人组成的劝和团先于中国人民解放军一个月出发前往西藏。为防途中不测，释密悟化名“志清”。释密悟等五人抵达康定后，同行的阿旺嘉措留下（后来担任甘孜藏族自治州副主席），释密悟的一个弟子也留下来，释密悟、贾题韬等三人继续西行。
他们抵达甘孜准备渡金沙江时，因西藏噶厦方面戒备很严，他们没有马牌（即通行证）而无法渡江。释密悟乃通过甘孜大金寺管家江巴龙珠渡金沙江同西藏方面联系，但无果，他们从而滞留德昌几个月。中国人民解放军随后在昌都战役中攻克昌都，释密悟乃前往昌都。临行时，释密悟动员德格土司支援中国人民解放军并到昌都参加中国人民解放军召开的会议。
释密悟抵达昌都后，继续西行，先于中国人民解放军一个月进入西藏拉萨。释密悟在进藏途中及进入拉萨后，为西藏和平解放做了很多工作。他频繁接触西藏各界上层人士，宣传中央及中国人民解放军和平解放西藏的主张及政策。他还动员沿途及拉萨各地的贵族为中国人民解放军筹集粮食，腾出住房。

### 留居西藏
西藏和平解放后，释密悟留住西藏，不但继续在西藏各界人士进行工作，而且组织翻译藏传佛教经典。他发动西藏的格西错康喇嘛、罗桑孟浪、白马降措、大马丘瑞以及江措林活佛协助翻译，同时翻译工作也获贾题韬教授的协助。
从1952年到1959年，释密悟先后翻译了哲蚌寺自编的《因明入门》，法成七论中的《正理一滴论》、《成他相续论》、《因理一滴论》，《几量论释》的第一品、第二品，密宗的《密集金刚》义规中的《生圆次第》和《圆满次第》等经典。其中，仅《几量论释》第一品、第二品（全论共有四品）的翻译工作就用了两年。
1956年，西藏自治区筹备委员会成立。同年，中国佛教协会西藏分会成立，释密悟任副会长。贾题韬任副秘书长。

### 蒙冤回川
1959年藏区骚乱发生，释密悟、贾题韬蒙冤入狱，遭到审查。1964年，释密悟、贾题韬获释，同年回到四川成都。释密悟回成都以后，参加了四川省佛教协会的工作，居住在成都东门城隍庙，仍然属于管制对象，由成都市佛教协会每月发30元人民币生活费，并派释仁勋、释仁济两名僧徒照顾其生活。
1966年文化大革命爆发，释密悟遭迫害，带回的佛经及翻译稿遭红卫兵全部毁灭，释密悟也受红卫兵迫害而死。1980年代初，释密悟获得平反。

## 家庭
- 父：霍堃，善长书法，可以双手书写
- 母：康氏，井陉县罗庄村人
- 长兄：霍履中，中国共产党党员，中华人民共和国成立初期曾任井陉县城内（县城）农会主席，1954年逝世。
- 弟：霍履谦（后来更名“霍济光”），书画家，后来定居美国芝加哥，在美国创办中华文化学院。
- 妹：霍成兰，和井陉县朱家瞳村郑氏结婚，1992年逝世。